# Mafinga (Distrikt)
Mafinga ist einer von acht Distrikten in der Provinz Muchinga in Sambia. Er hat eine Fläche von 4210 km² und 102.520 Einwohner (2022). Seine Hauptstadt ist Thendere.
Der Distrikt Mafinga wurde am 27. März 2011 von dem ehemaligen Präsidenten Rupiah Banda aus dem ehemaligen Wahlkreis Isoka East gegründet und somit vom Distrikt Isoka abgespalten.

## Geografie
Mafinga ist ein ländlicher Distrikt. Er erstreckt sich mit seiner maximalen Ausdehnung über 154 Kilometer von Ost nach West. Benannt ist der Distrikt nach den Mafinga Hills, die von Nord nach Süd verlaufen. Der westliche Teil, der an den Distrikt Chama grenzt, ist relativ flach. Der mittlere Teil, entlang der Straße Isoka–Muyombe, ist eher bergig.
Er liegt etwa 1130 km nordöstlich der Hauptstadt Lusaka. Im Nordwesten grenzt er an den Distrikt Isoka, von dem er durch den Fluss Luangwa getrennt ist. Im Südwesten grenzt er an den Distrikt Chama. Die östliche Grenze ist Teil der internationalen Grenze zu Malawi und den Distrikt Chitipa.

### Klima
Die Wetterverhältnisse im Distrikt sind relativ warm und weisen ein tropisches Savannenklima auf, das durch drei Jahreszeiten gekennzeichnet ist: eine heiße Regenzeit (November bis April), eine kühle Trockenzeit (Mai bis Juli) und eine heiße Jahreszeit (August bis Oktober). Die durchschnittliche Mindestniederschlagsmenge beträgt etwa 974 mm pro Jahr. Die durchschnittliche Mindesttemperatur beträgt während der heißen Jahreszeit etwa 35,9 °C. Die durchschnittliche Tiefsttemperatur während der kalten Jahreszeit liegt bei etwa 6,5 °C.

### Hydrologie
Durch Mafinga fließen verschiedene ganzjährige Bäche wie der Nsami, die zur Beweidung und anderen Landwirtschaftsformen genutzt werden. Da es sich noch um einen neuen Bezirk handelt, werden einige dieser Bäche auf das Potenzial für Dämme zur Wasserversorgung geprüft. Außerdem ist der Luangwa groß und hinterlässt während der Trockenzeit Stillgewässer.

## Wirtschaft
Etwa 80 % der Haushalte im Distrikt Mafinga betreiben Subsistenzlandwirtschaft. Die am häufigsten angebauten Nutzpflanzen sind Mais, Süßkartoffeln und ein wenig Maniok. Andere Früchte sind Bananen, Hirse, Bohnen und Erbsen, die hauptsächlich für den Eigenverbrauch angebaut werden. Der Distrikt hat ein hohes Potenzial in Bezug auf die Versorgung mit landwirtschaftlichen Rohstoffen und die Aquakultur sowie Fischfang aus dem Luangwa-Fluss sowie aus den kleinen Flüssen des Distrikts. Zusätzlich werden Nutztiere wie Rinder, Schafe, Ziegen, Geflügel und Schweine gehalten. Auch die Imkerei zur Honiggewinnung und -verarbeitung ist ein wichtiger Bestandteil der landwirtschaftlichen Ressourcen.

## Infrastruktur
Der Distrikt hatte bis vor kurzem keine Stromversorgung. Inzwischen wird er mit Elektrizität aus Wasserkraft von Malawi aus versorgt. Die Mobilfunkabdeckung ist im Distrikt gegeben, ebenso wie Postdienste. Von der Hauptstraße von Nakonde nach Mafinga sind 60 km im Distrikt Isoka, aber nur 5 km im Distrikt Mafinga asphaltiert. Der Rest der Straße befindet sich in einem schlechten Zustand und ist normalerweise während der Regenzeit unpassierbar. Die meisten Zubringerstraßen in Mafinga sind ebenso in einem ungenügenden Zustand. Dadurch ist der Dienstleistungssektor in einigen Gebieten behindert. Der Transport von Patienten, insbesondere solchen in kritischen Zuständen, ist schwierig. Landwirte haben Probleme, ihre Produkte zu Verkaufsorten zu transportieren. Der Transport von Bau- und anderen Materialien ist problematisch, da einige Gebiete abgeschnitten sind, insbesondere in der Regenzeit.